# Saghatheriinae
Saghatheriinae — підродина вимерлих ссавців вимерлої родини Pliohyracidae ряду Даманоподібні (Hyracoidea). Родина існувала в еоцені та олігоцені (56-23 млн років тому). Була поширена в Африці та Аравійському півострові. Вели напівводний спосіб життя.

## Класифікація
- Saghatheriinae
  - Microhyrax
  - Meroehyrax
  - Selenohyrax
  - Bunohyrax
  - Pachyhyrax
  - Megalohyrax
  - Saghatherium
  - Thyrohyrax